# Grotte aux Fées
Pour les articles homonymes, voir Grotte des Fées.
Ne doit pas être confondu avec Dolmen de la Grotte aux Fées ou Le Creux es Faies.
La grotte aux Fées est une grotte touristique située au-dessus de la commune suisse de Saint-Maurice dans le canton du Valais.
Les visites sont possibles de mi-mars à mi-novembre, et uniquement sur inscription préalable durant la période hivernale.

## Description

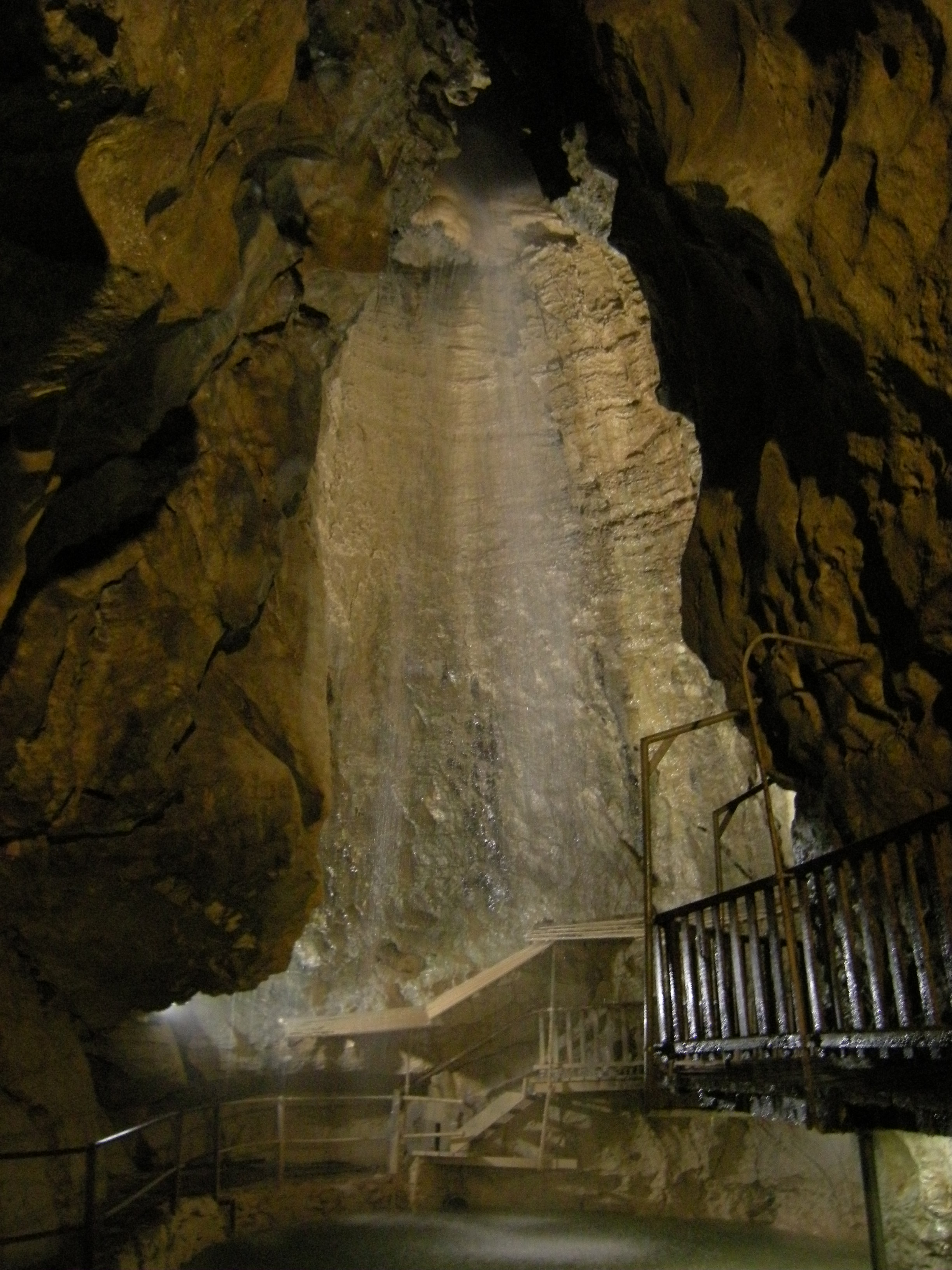
Cascade de la grotte aux Fées.

La grotte aux Fées est l'une des cavités naturelles qui parcourent la falaise dominant la ville de Saint-Maurice. La galerie principale a été aménagée pour le tourisme sur une distance de 504 mètres et conduit à une cascade plongeant dans un lac de 75 m2 après 77 mètres de chute. À 450 mètres de l'entrée, la galerie des Morts se développe sur une longueur de 480 mètres et débouche sur une galerie artificielle d'environ 490 mètres permettant de raccorder le fort de Cindey au fort du Scex en passant par la grotte aux Fées. Au sommet de la cascade, la cavité se poursuit par la galerie Virieux s'étendant sur 1 798 mètres. Enfin, la grotte aux Fées forme avec la grotte de Saint-Martin no 1 le réseau Grotte aux Fées - Saint-Martin dont le développement total est de 3 630 mètres pour une dénivellation de 249 mètres (+166, -83).

## Toponymie
Elle a longtemps porté le nom de Trou aux Fayes (faye signifie mouton en patois) car les bergers y cachaient leurs troupeaux les jours d'orage. Au cours de la deuxième moitié du XIXe siècle, la cavité est communément appelée Trou des Fées par les habitants de la région. Ce n'est qu'après l'aménagement de la galerie touristique que le nom définitif est adopté afin de rendre ce lieu plus poétique en pleine période romantique.
Par le passé, plusieurs portions de la grotte ont été désignées sous des termes relatifs à l'Enfer (marmite du Diable, pont du Diable, Styx, grotte du Tartare, galerie des Morts).

## Histoire

### Antiquité
À proximité du pavillon, les travaux d'aménagement de la terrasse permettent de mettre au jour une faucille datant de l'âge du fer, un pavage de grosses dalles recouvrant des cendres ainsi qu'un mur cyclopéen qui semble être un rempart celte. À l'Époque romaine, la cavité sert probablement de refuge pour la population locale face aux invasions barbares des Cimbres ou des Teutons. (Denis Fournier rapporte notamment que l'inscription latine Carolvs Rex  peut observée sur l'une des parois de la grotte). Ce point de vue est toutefois contesté par le Chanoine Ignace Mariétan en raison de l'inhospitalité des lieux (inondations et remplissages). En effet, aucune « trace d'ossements d'animaux ou de vestiges de l'industrie humaine » n'est retrouvée dans les gravats, hormis un crâne humain découvert le 10 avril 1864 par le major de Quartéry et qui serait attribué à Berthea. Selon la légende, cette femme serait l'épouse « d'un des légionnaires thébains martyrisés à Vérolliez qui, après le massacre, vint se réfugier et mourir dans la grotte ».

### Moyen Âge et temps modernes
En 940, les chanoines de l'abbaye de Saint-Maurice y cachent leur trésor afin de le protéger du pillage des Hongrois et des Sarrasins. Bien plus tard, des inscriptions sont réalisées à l'aide de débris de poteries de terre cuite par deux capucins, les pères Basile et Corneille, en 1643 et 1646.

### Époque contemporaine
En 1789, Chrétien des Loges mentionne dans l'un de ses ouvrages « un grand enfoncement dans le rocher appelé le Trou des Fées ». En 1813, il décrit brièvement la cavité (surnommée grotte du Tartare) :
« Par des communications comme à Arcy on va de voûte en voûte et l'allée se partage enfin ; l'une suit la droite et l'autre tire à gauche. Des réservoirs d'eau serrés entre des fentes de la montagne laissent échapper dans le bassin du couvent une eau scleniteuse [séléniteuse] et crue, elle ronge le fer, et les goëtres [goîtres] abondent en ville. Les habitants de Varossa [Vérossaz] en fossoyant s'aperçoivent [sic] d'un vide dans l'intérieur de cette montagne, elle s'écroulera tôt au tard sur Saint-Maurice ».

## Exploration

### Galerie touristique - Galerie des Morts
En 1831, deux spéléologues bernois, MM. Haller et Ott, explorent la grotte jusqu'à une portion très étroite de la cavité appelée galerie du Défilé à 650 mètres de l'entrée environ et gravent leurs noms dans la roche à l'endroit même où ils sont contraints d'arrêter leur progression.
Plusieurs tentatives d'exploration de la galerie des Morts sont mises en échec par un phénomène de gaz extincteur se manifestant après 500 à 600 mètres de progression et faisant s'éteindre tous les moyens d'éclairage utilisés (bougie, allumettes, lampe à huile, feu de Bengale, lance à feu). En effet, le 1er juin 1864, le major de Quartéry, Ch. Stockalper, J. Stockalper et le chanoine Money ne peuvent dépasser que de 100 à 150 mètres le point habituel de la visite situé à 800 mètres environ. Cette curiosité fait l'objet d'une étude réalisée en 1864 par François-Alphonse  Forel qui en attribue la cause à la composition de l'air stagnant dans la galerie (82,66 % N, 15,35 % O2, 1,99 % CO2). Quelque  750 mètres de galeries sont explorés jusqu'alors par le professeur et il estime y avoir pénétré jusqu'à 1 000 mètres au cours de deux expéditions réalisées durant l'été 1864. On envisage alors d'utiliser la lampe photo-électrique nouvellement développée par MM. Dumas et Benoit, ingénieurs des mines,. Le 21 avril 1881, un groupe de 31 personnes s'enfonce dans la grotte sous les ordres du colonel De Cocatrix, du major Ad. De Stockalper et du caporal E. Chappex. Seuls huit intrépides prolongent l'expédition sur les 200 derniers mètres « à la lueur d'une lumière vacillante et terne, toujours sur le point d'expirer » mais leurs lampes leur faisant finalement défaut, ils sont obligés de rebrousser chemin en ne comptant que sur le fil d'Ariane pour revenir sur leurs pas. Le 3 août 1886, Ch. Hermite, G. Hermite, F. Jacot et F. Maret utilisent une lampe à incandescence et parviennent jusqu'à une portion inexplorée de la grotte où ils laissent un message dans une bouteille comme preuve de leur passage. Les 1er, 21 et 22 mars 1917, le Chanoine I. Mariétan et quatre de ses élèves s'essayent eux aussi à l'exploration de la galerie des Morts. Après 850 mètres de progression difficile, ils parviennent au terminus actuel et y découvrent le nom du professeur Forel gravé sur un gros bloc. Ils explorent alors trois galeries secondaires. La première (galerie des Marmites) et la seconde sont obstruées par un bouchon de sable (dans cette dernière, ils constatent que le fil d'ariane d'une expédition précédente y subsiste encore). La troisième (galerie de la Bouteille) s'interrompt après 50 mètres sur une voûte-mouillante et ils y découvrent le message-témoin laissé par leurs précurseurs, 31 ans plus tôt.
Au cours de la première moitié du XXe siècle, la galerie touristique et la galerie des Morts sont aménagées par l'armée suisse. La cavité est prolongée en 1935-1936 par une galerie artificielle de 490 mètres permettant la communication entre les forts d'artillerie du Scex et de Cindey. La topographie de la galerie des Morts est réalisée en 1999 par le Groupe Spéléo Lausanne (GSL).

### Galerie Virieux
Le 15 septembre 1867, le Chanoine M.-E. Gard, A. Morre et L. Ribordy profitent d'une période de sécheresse pour se faufiler dans un étroit passage momentanément accessible et tombent nez-à-nez avec un lac dans lequel se jette une cascade dont l'origine se perd dans la voûte loin au-dessus d'eux. Cette découverte permet à la grotte d'acquérir une renommée internationale et d'augmenter de manière significative le nombre annuel de visiteurs.
Le 31 janvier 1869, une première tentative d'exploration de la cascade est réalisée sans succès. En effet, l'échelle cède sous le poids d'un ouvrier dont la chute est heureusement amortie par le lac.
Trop âgé pour réaliser lui-même l'ascension, le guide F. Maret délègue cette tâche à son successeur A. Jacquemain. « Livrés à la seule ingéniosité humaine et à leur bravoure, [A. Jacquemain et D. Fournier] élevèrent au prix de peines et de périls inouïs, peu à peu, morceau après morceau, une longue théorie d'échelles en fer, en bois, agrippées parfois, simplement ajustées aussi ». Après des mois d'efforts, ils atteignent un premier entablement, mais le tumulte des eaux les oblige à attendre l'hiver pour poursuivre l'exploration. Le 17 janvier 1925, ils parviennent finalement au sommet de la cascade, 77 mètres au-dessus du lac. Ils explorent la galerie supérieure durant plusieurs heures mais doivent interrompre leur aventure, transis de faim et de froid. Le 29 janvier 1925, ils réitèrent leur exploit et repoussent les limites de l'exploration précédente au cours d'une expédition de sept heures.
Le 11 janvier 1929, A. Virieux, F. L. Blanc (reporter à la Gazette de Lausanne) et C. Gos (photographe et alpiniste) se joignent à eux pour explorer cette nouvelle galerie au cours d'une expédition qui s'interrompt après 7 heures en raison des conditions difficiles dans lesquelles ils évoluent. Le 2 février 1929, une seconde expédition est réalisée mais ils doivent rebrousser chemin une fois encore (l'altimètre indiquait alors 660 mètres, soit 135 mètres au-dessus du lac). Le premier croquis de la galerie supérieure est réalisé par D. Fournier à la suite des sorties des 13 et 23 décembre 1947.
Le 7 février 1954, 9 membres de la SSS-Valais (dont A. Grobet, président de la SSS - Société Suisse de Spéléologie de 1951 à 1959 et A. Exquis, président de la section cantonale) « dépassèrent le point extrême qui avait été reconnu par M. Fournier en 1924 « , et atteignent le fond après 8 heures 30 d'expédition. Un relevé plus précis de la cavité est réalisé en 1956 par la SSS-Valais sur 230 mètres. La galerie est à nouveau explorée en 1964 par les trois jeunes membres fondateurs du Spéléo-Club de la Vallée du Rhône (A. Flückiger, A. Chappex, F. Chappex) ,. La topographie complète de la Galerie Virieux est réalisée lors de 4 sorties au printemps 1996 grâce à la collaboration du Groupe Spéléo Lausanne (GSL)  et du Spéléo Club des Préalpes Fribourgeoises] (SCPF),.

### Jonction avec la grotte de Saint-Martin
À la suite de l'ascension de la Cheminée des Valaisans de la grotte de Saint-Martin  no 1 avoisinante, les membres du Groupe Spéléo Rhodanien franchissent les trois siphons (Sipuro, Chochotte, Cadeau de la galerie Hollywood) et se retrouvent face à un passage muré durant la Deuxième Guerre mondiale (vraisemblablement par les lieutenants Perret et Torricelli sur ordre du colonel Hausmann). Le 1er mai 2010, C. Giroud, R. Waridel et D. Germano réalisent la jonction avec la galerie touristique, ce qui réunit les deux grottes dans un même réseau.

### Grottine
La Grottine s'ouvre sur la gauche dans les escaliers situés derrière la grille du fort de Cindey. La galerie est mentionnée pour la première fois en 1865 par G.-A. Gielly qui écrit succinctement : « La Grottine, ou petite grotte, [...] aboutit à un puisard profond appelé vulgairement La Marmite ». La cavité aurait été explorée en totalité durant la deuxième moitié du XXe siècle par F. Maret et le fils du comte Riant, qui auraient atteint, selon leur dires, le niveau du Rhône. Toutefois, un « éboulement de rochers, qui s'est produit lors des travaux de captation des eaux de la ville en 1899, a obstrué ces souterrains ». En 1919, le chanoine I. Mariétan rédige une brève description de la marmite du Diable qui est explorée sur une cinquantaine de mètres par deux de ses élèves, MM. Hartmann et Torrione, mais la progression est stoppée par un gouffre trop profond pour ces aventuriers mal équipés. Depuis 2014, les membres du Groupe Spéléo Rhodanien sont occupés à des travaux de désobstruction et de pompage dans le siphon (Le Cloaque) situé à proximité du fond du puits.

## Exploitation

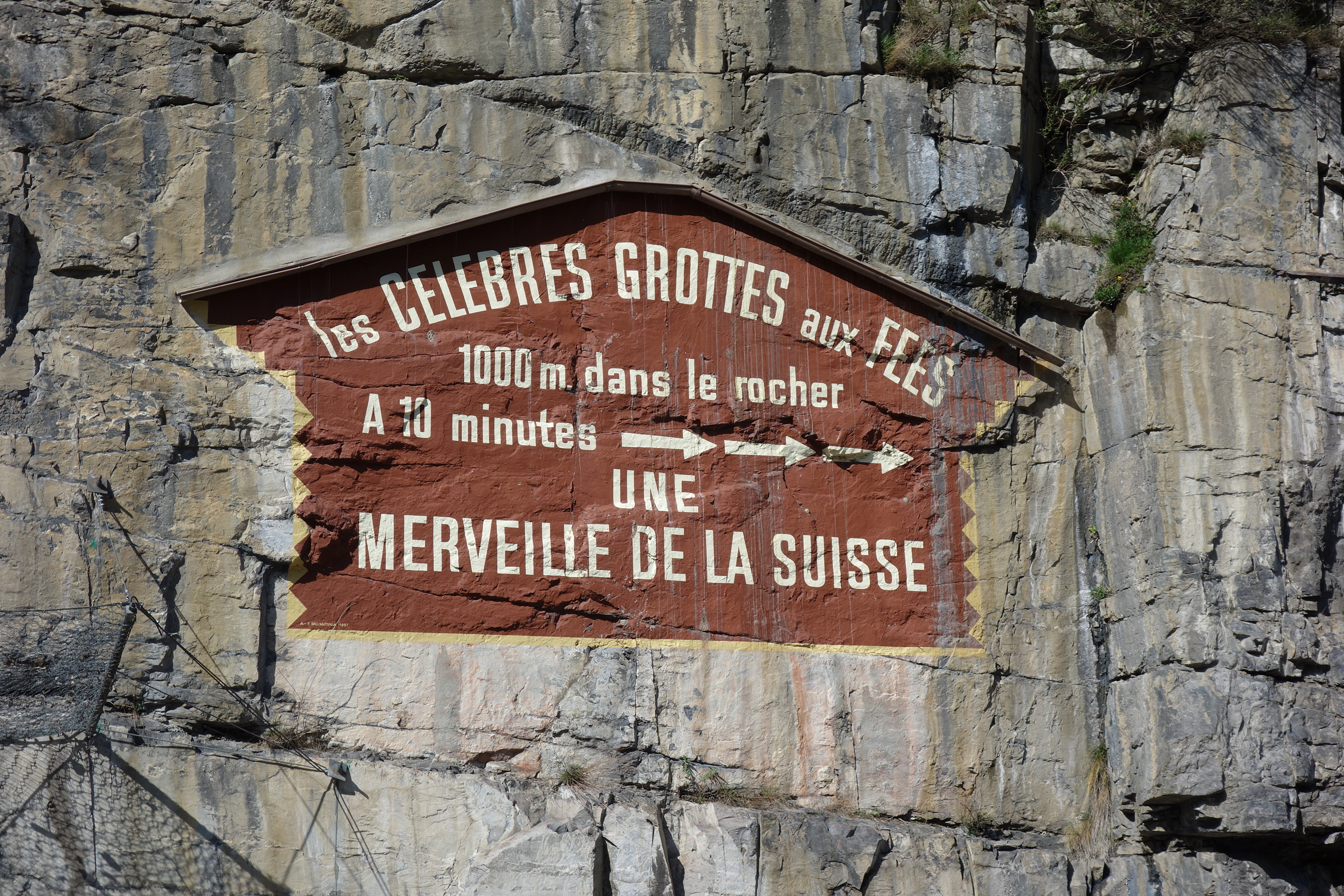
Fléchage de la grotte aux Fées.

### Aménagement
Auparavant, la grotte avait un tout autre aspect. En effet, la cavité est progressivement obstruée de sédiments charriés par les eaux et par différents éboulements intérieurs. Les concrétions pouvaient être abondantes par endroits mais elles sont malheureusement pillées par des visiteurs peu scrupuleux et les cristallisations, particulièrement appréciées par les Anglaises, peuvent être revendues « à un grand prix ».
En 1863, le Chanoine M.-E. Gard, professeur au collège de l'Abbaye de Saint-Maurice, explore pour la première fois le Trou des Fées en compagnie de sa classe de philosophie. Persuadé de son potentiel touristique, il réussit à convaincre quelques amateurs de la ville d'acquérir le terrain dans le but d'exploiter la grotte au profit de l'orphelinat Sainte-Marie de Vérolliez. L'achat est réalisé en 1863 pour un montant de 400 francs (dit La Râpe). Sous la direction du major de Quartéry, les travaux d'aménagement sont réalisés pour un montant de 5 600 francs. Une importante masse de sédiments est évacuée pour faciliter le passage des visiteurs ; on élève une échelle de 18 barreaux pour atteindre le Pont du Diable à partir duquel on peut observer la coupole de l'Horloge ; un buffet (Le Reposoir) est réalisé à 410 mètres de profondeur où les visiteurs peuvent déguster de la Malvoisie de Vétroz. Enfin, un pont armé d'une balustrade en fer est aménagé pour traverser une modeste étendue d'eau.
Le 15 août 1864,, jour de l’Assomption, la grotte est ouverte au public et le produit de la grotte aux Fées (recettes et charité des visiteurs) entièrement reversé à l'orphelinat; le pavillon est inauguré deux ans plus tard, en 1866. La découverte de la cascade en 1867 est immédiatement suivie de travaux de minage pour en faciliter l'accès. Les inondations de 1882 ayant perturbé l'exploitation de la grotte, les propriétaires prennent la décision de court-circuiter une portion de la cavité régulièrement noyée afin de l'assécher et d'éviter aux visiteurs de devoir la traverser à la barque ou sur les épaules du guide de la grotte. En effet, le niveau d'eau subissait des variations subites pouvant transformer la galerie en « grand bassin dont les eaux atteignaient parfois la hauteur de la voûte formant un « lac » appelé Le Styx. Pour un  montant de 3 000 francs, E. de Cocatrix réalise une galerie artificielle de 55 mètres permettant l'écoulement des eaux dont les deux axes convergents se rencontrent le 11 avril 1883,. Enfin, le pavillon est agrandi, probablement entre 1907 et 1909.

### Propriétaires
- 1865-1934 : congrégation des Sœurs de Vérolliez.
- 1934-1939 : Henri Chevalley, Casimir Coquoz, Ernest Coquoz et Georges Bochatey[52]
- Dès 1939 : expropriation de la grotte par la Confédération.

### Gérants
- 1934-1947 : Denis Fournier.
- 1947-1951 : Maurice Fournier.
- 1951-1955 : Famille Chabod.
- 1955-1995 : Yves Peney.
- Dès 1995 : Famille Crittin-Reynard.

### Guides

#### François Maret
F. Maret (1847-1927) exerce le métier de cordonnier lorsqu'il est appelé à défendre les frontières du pays face à la retraite de l'Armée de L'Est aux Verrières (NE) en 1871. Il vient ensuite habiter Saint-Maurice où il se met au service de l'orphelinat Sainte-Marie de Vérolliez. Pendant 41 ans, il habite dans le pavillon de la grotte dont il est un guide unanimement apprécié.

#### Augustin Jacquemain
A. Jacquemain (1877-1942) travaille tout d'abord comme domestique au pensionnat du collège de l'Abbaye de Saint-Maurice. Il seconde François Maret durant quelques années puis, après le décès de celui-ci, il assume cette tâche seul. En 1932, il est l'un des protagonistes du roman Le Trésor de la Grotte d'André Virieux dont l'intrigue se déroule dans la cavité dont il est le gardien,. Avec Denis Fournier, il participe à plusieurs expéditions dans la galerie supérieure de la grotte aux Fées et à la grotte du Poteu, à Saillon. Lorsqu'en 1934 les Sœurs de Saint-Maurice cèdent la concession à H. Chevalley, Augustin Jacquemain se retire à l'asile de vieillards de Vérolliez où il continue à rendre service à la Communauté. Il meurt à l'âge de 65 ans à la clinique de Saint-Amé après une courte maladie.

#### Denis Fournier
D. Fournier (1892-1946) reprend l'exploitation touristique de la grotte en 1937 et y installe un petit musée consacré aux vieux costumes, aux souvenirs militaires et aux vieilles traditions. Il décède à l'âge de 54 ans alors qu'il est occupé à des travaux d'arboriculture. Il laisse une épouse et quatre enfants parmi lesquels Maurice qui reprend la concession jusqu'en 1951.

#### Alexis Gex
A. Gex (1896-1964) est originaire de la commune de Mex où il exerce différentes fonctions administratives et est guide de la grotte aux Fées durant plusieurs années.

## Visiteurs illustres
- 1867 : Alexandre Gortchakov, ministre des Affaires étrangères russe de 1856 à 1882[5]
- 1872 : la princesse Shafiq-Nur, épouse du Khédive d’Égypte Ismaïl Pacha[62]
- 1872 : rumeur d'une visite de l'impératrice Eugénie et de son fils, le prince Napoléon[62]
- 1877 : Pierre II, empereur du Brésil, et son épouse[63]
- 1882 : le prince Wilhelm von Hohenzollern[64]
- 1888 : Marguerite de Savoie, reine d'Italie[65]
- 1892 : Charles Buet, écrivain et journaliste français
- 1897 : E.-A. Martel, fondateur de la spéléologie moderne[66]
- 1929 : Joseph Joffre, général de l'armée française[67],[68]

## Forteresse de Saint-Maurice
Le fort de Cindey fut construit entre 1946 et 1952 et celui du Scex par agrandissements successifs entre 1911 et 1952, avec la réalisation d'une galerie de jonction avec la grotte aux Fées en 1935-1936. Au cours de la Seconde Guerre mondiale, l'exploitation touristique fut mise péril par la volonté d'expropriation de la grotte par les fortifications de Saint-Maurice afin de bénéficier d'un droit de passage exclusif, mais un terrain d'entente fut finalement trouvé entre les exploitants et l'armée suisse. La présence de l'armée a résolument bouleversé l'aspect initial de la cavité. En effet, d'importants travaux d'aménagement ont été réalisés : bétonnage du sol de la galerie touristique, mise en place d'échelles fixes permettant d'atteindre le sommet de la cascade, éclairage de la grotte aux Fées et de la galerie des Morts. L'activité militaire s'est arrêtée en 1995 et la visite des forts est possible depuis 2002 par l'intermédiaire de la Fondation Forteresse historique de Saint-Maurice.

## Réservoir
Le 12 janvier 1898, une convention est signée entre la municipalité et la supérieure de l'orphelinat pour permettre l'adduction des eaux pour les fontaines, les hydrants et la consommation d'eau potable de Saint-Maurice. En contrepartie, les exploitants reçoivent des droits sur les trois sources de la forêt de la Crosettaz ainsi qu'un dédommagement de 1 500 francs. Une galerie artificielle de 263 mètres faisant office de réservoir est creusée entre le lac et l'entrée de la grotte et une fontaine est construite à l'entrée de la grotte. Toutefois, ce réservoir devient rapidement désuet car il ne parvient pas à couvrir les besoins de la ville.

## Galerie

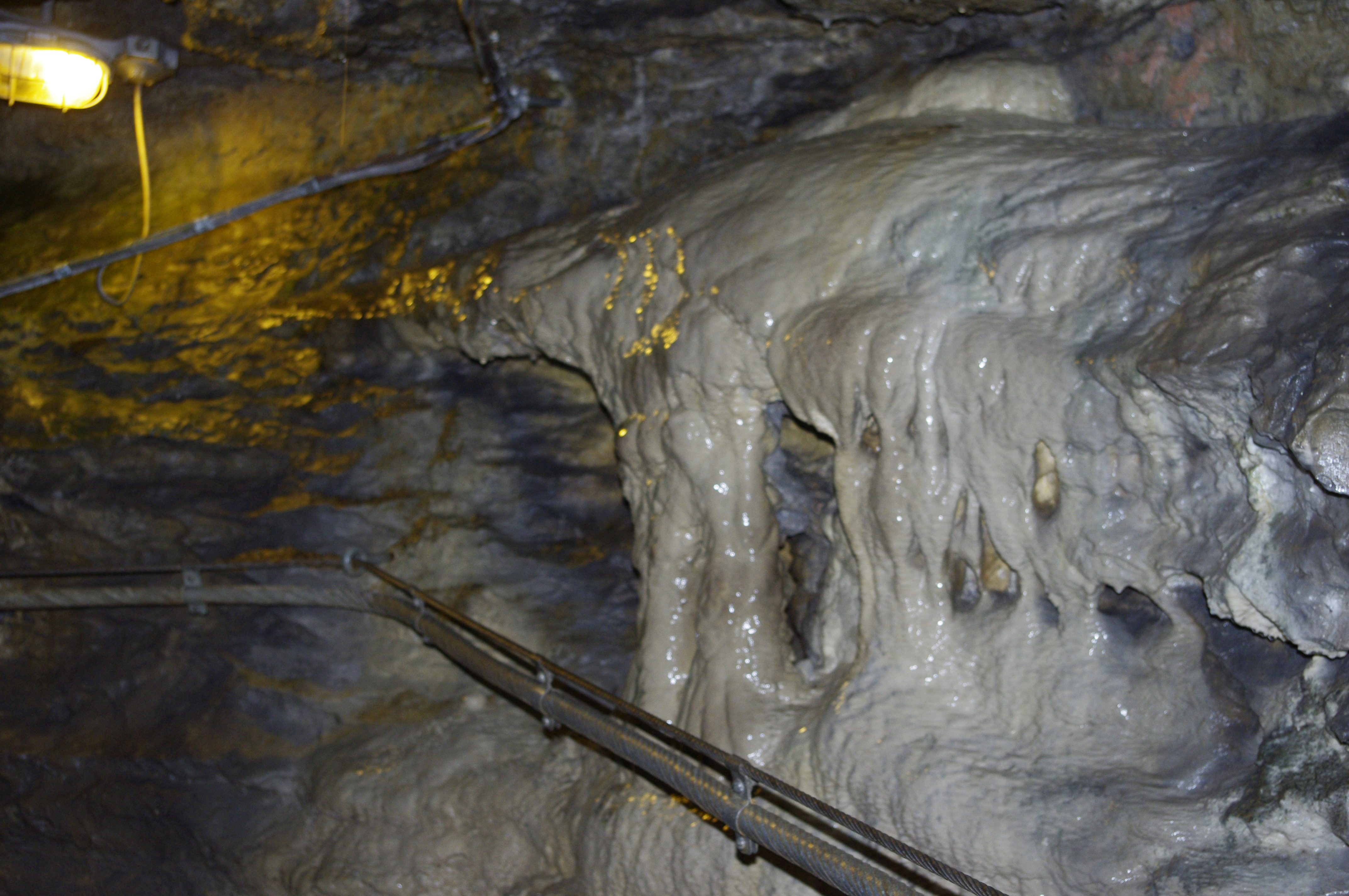
Le crocodile.
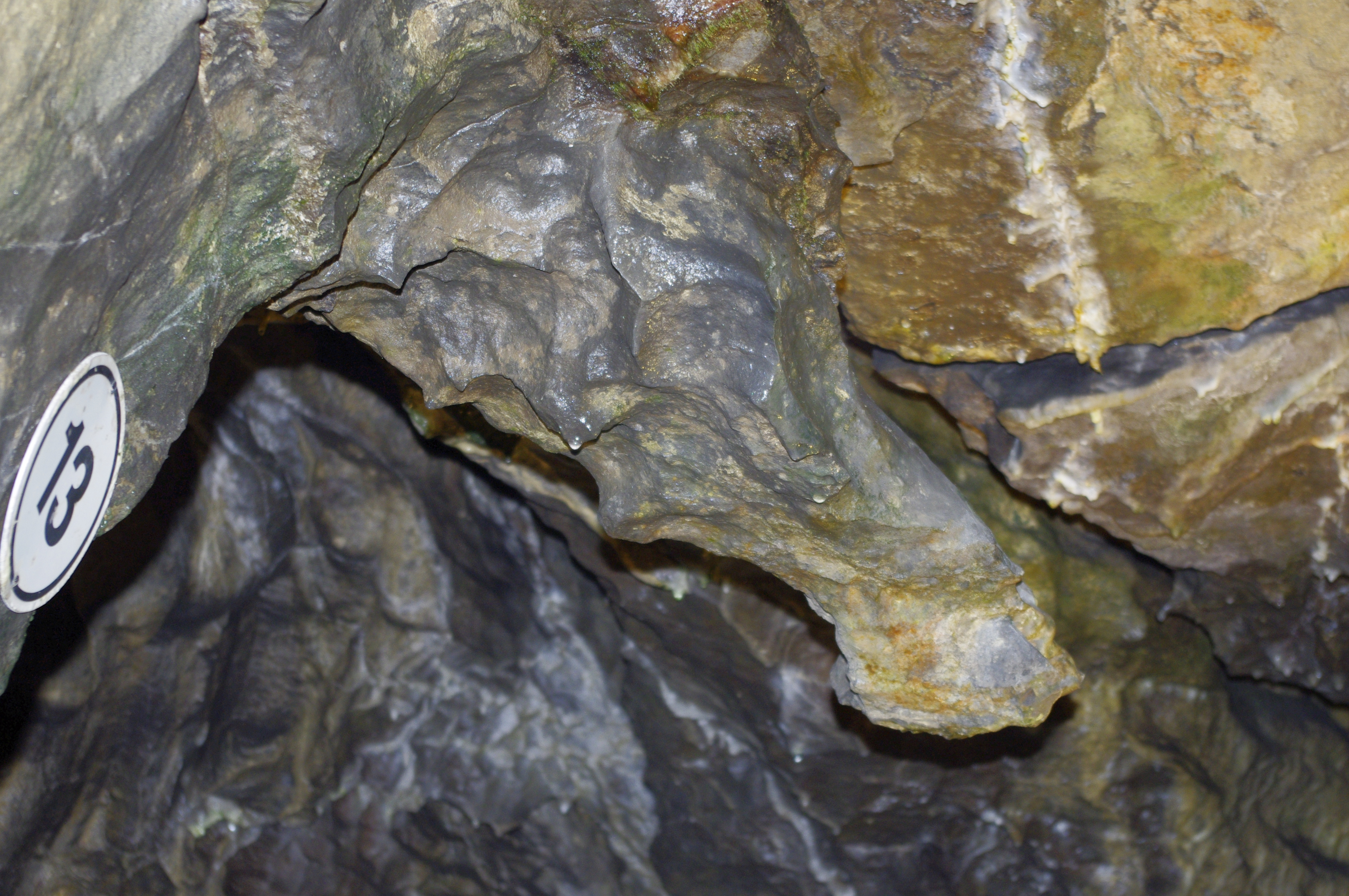
Le jambon des fées.
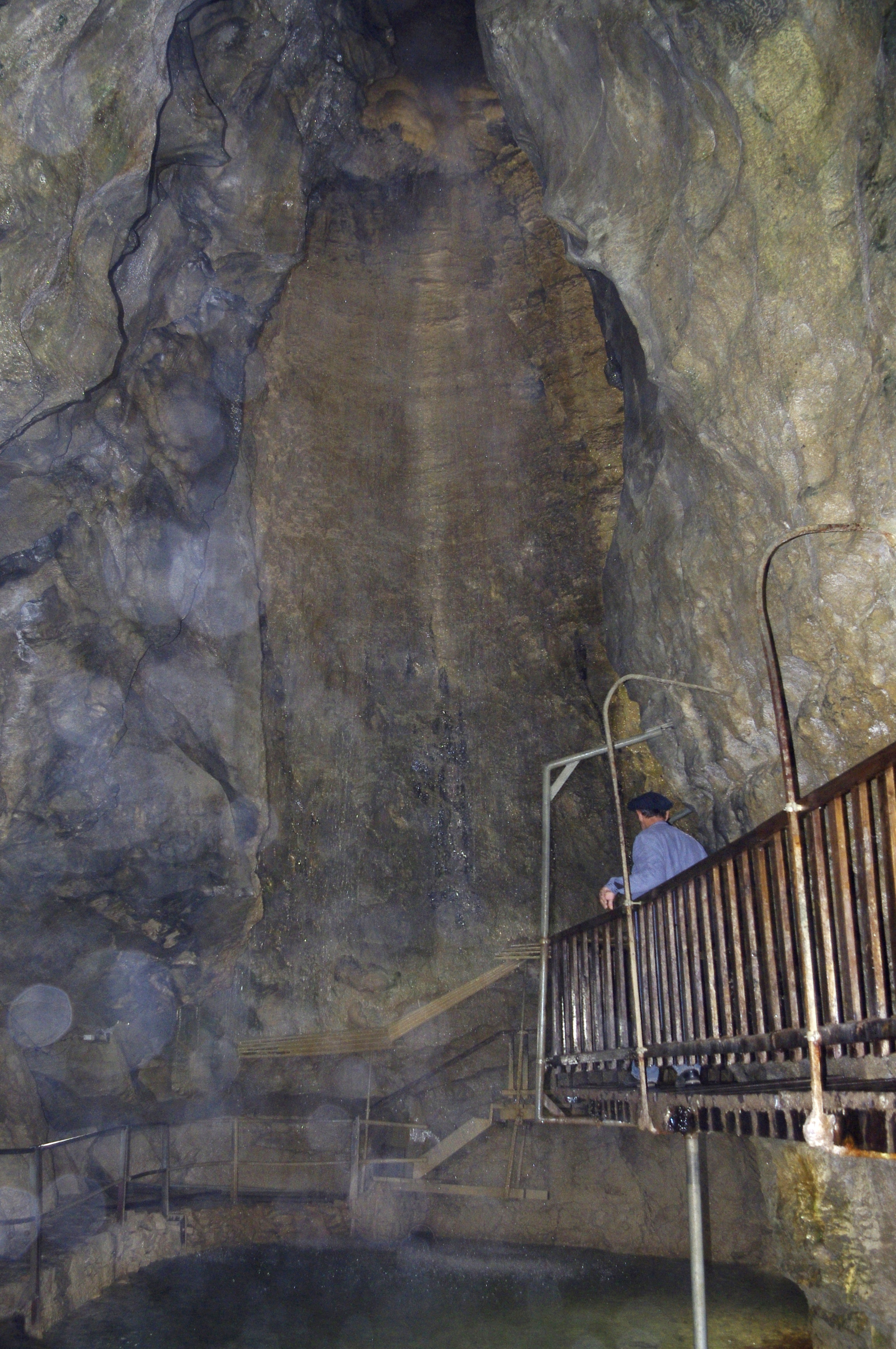
La cascade.
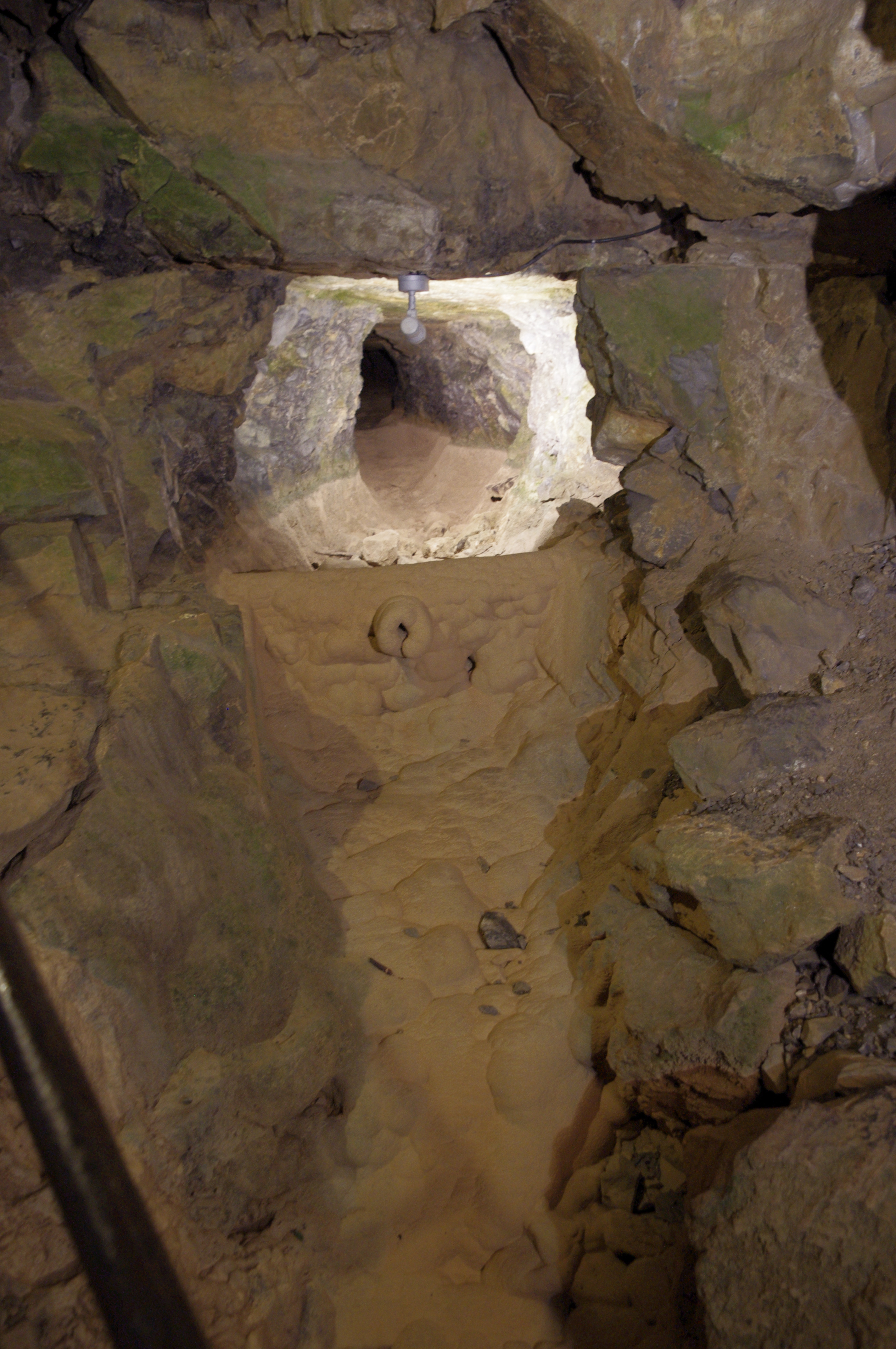
La galerie artificielle.
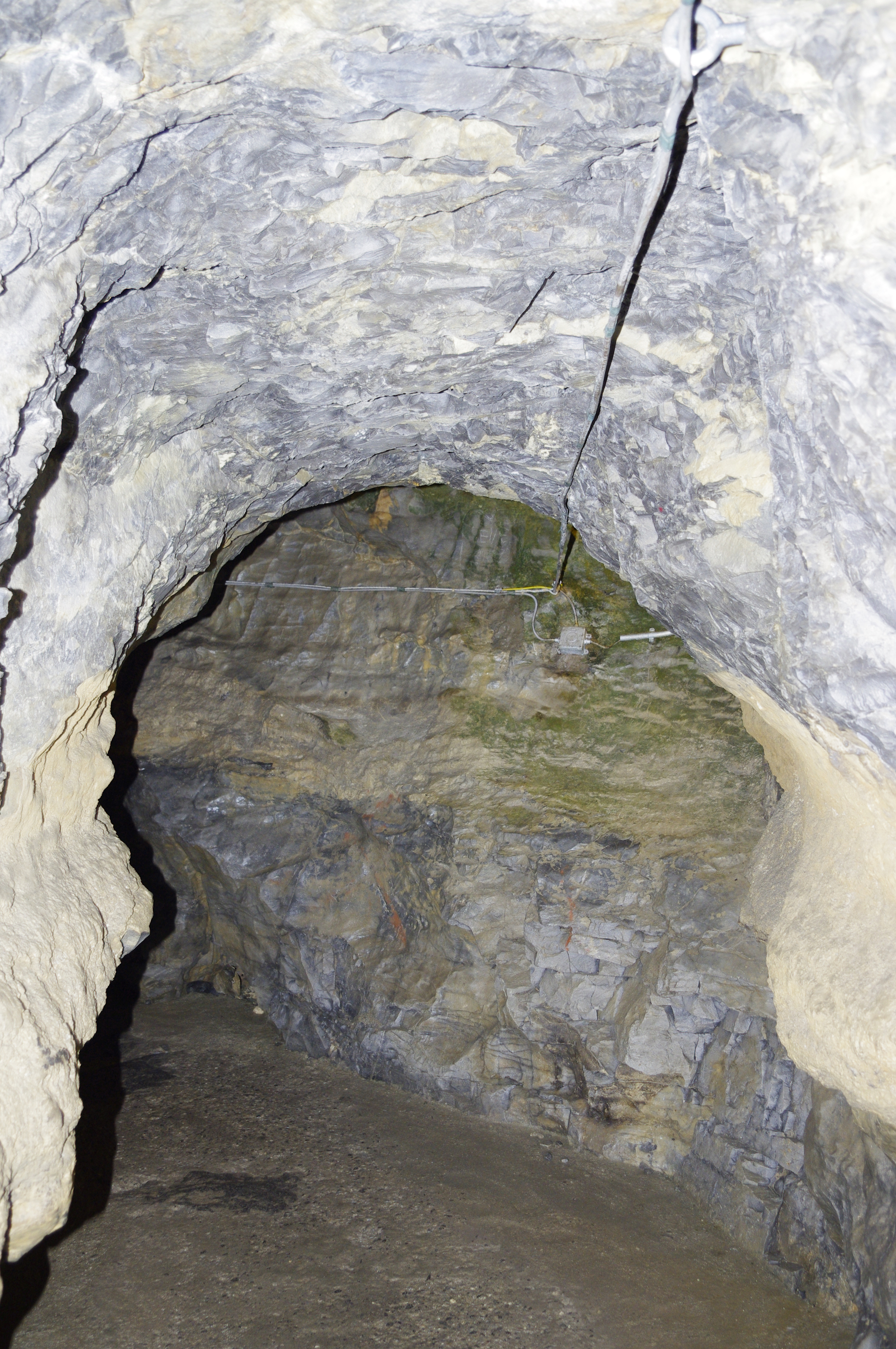
La galerie touristique.
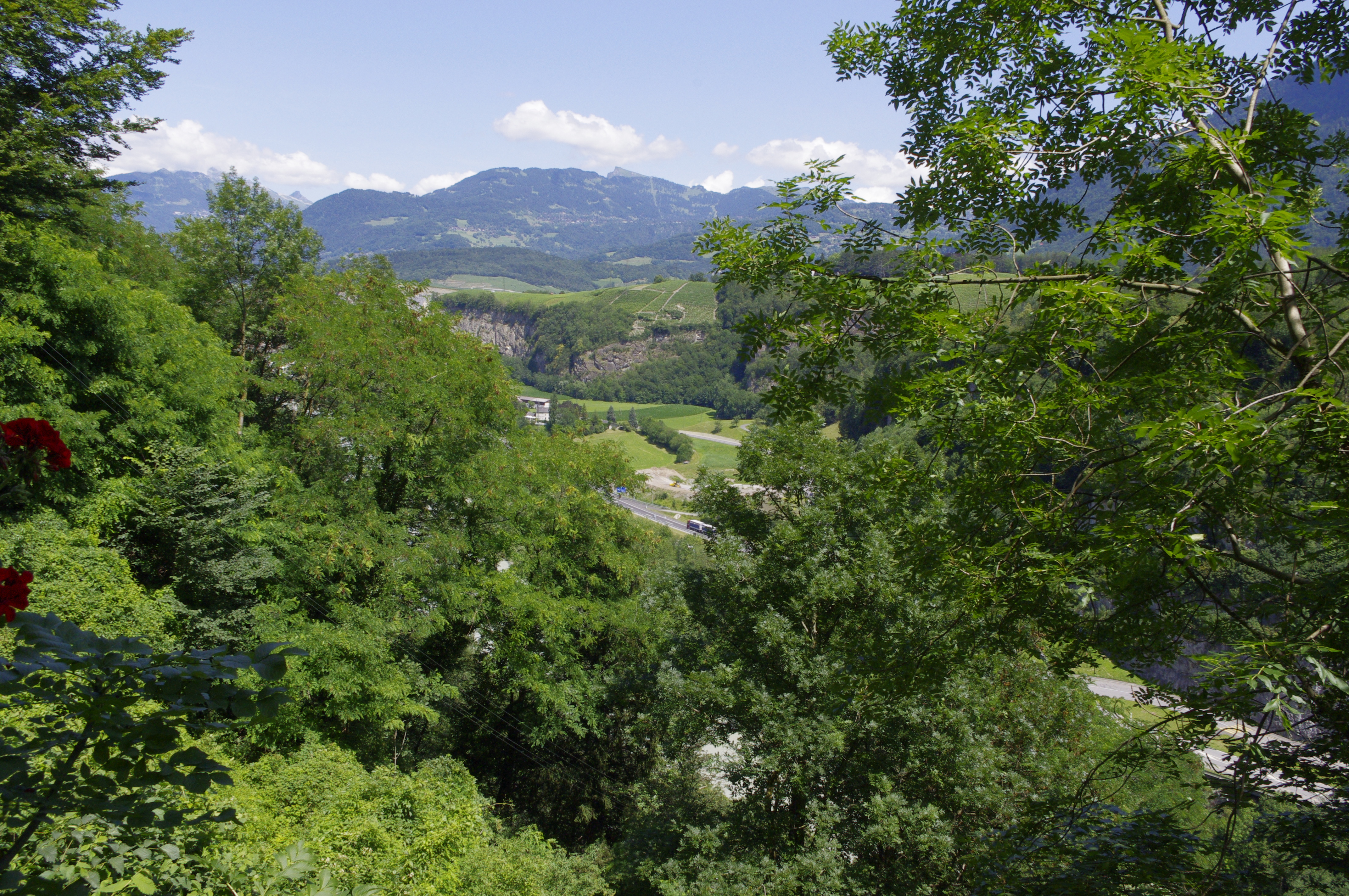
À l'extérieur.
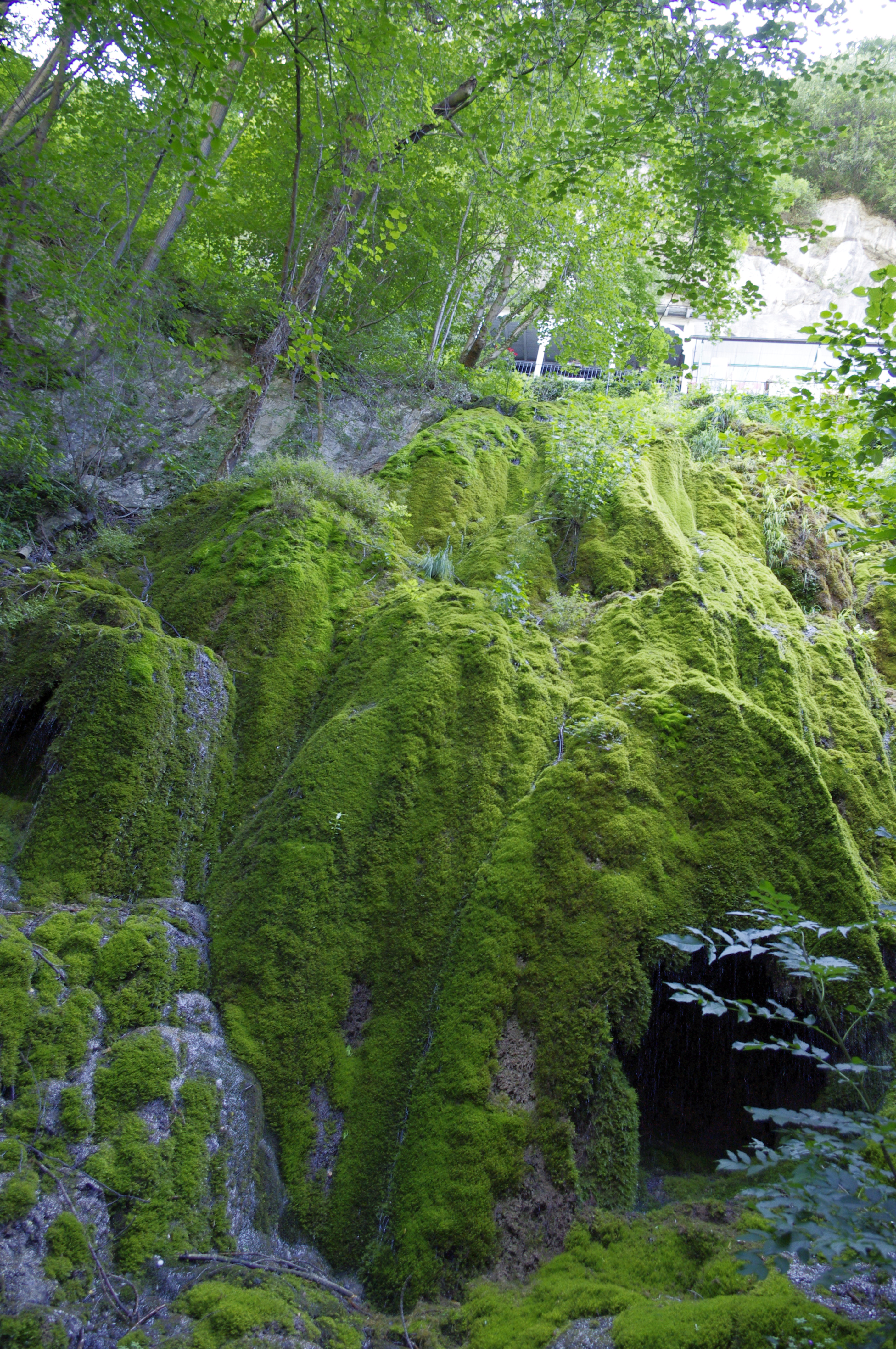
À l'extérieur.
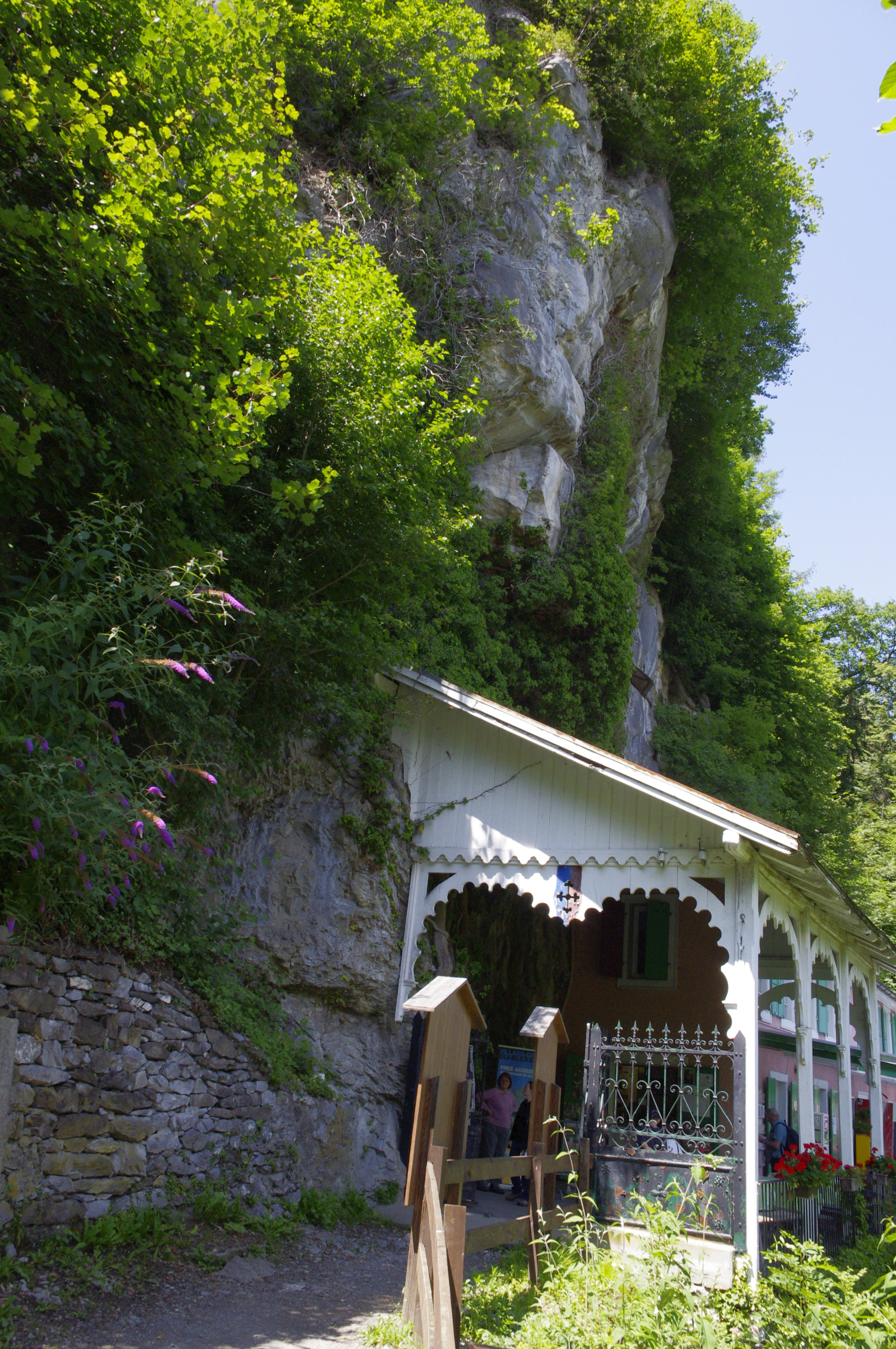
Le restaurant.